# Golsjön
Golsjön är en sjö i Motala kommun i Östergötland och ingår i Motala ströms huvudavrinningsområde.